# Стодола, Корнел
Ко́рнел Ми́лан Сто́дола (словац. Kornel Milan Stodola; 29 августа 1866, Липтовски-Микулаш, Австрийская империя — 21 октября 1946, Братислава) — словацкий общественно-политический деятель, предприниматель.

## Биография
Родился в семье состоятельного предпринимателя-владельца кожевенной фабрики, брат словацкого ученого Аурела Стодолы (1859—1942) и юриста Эмила Стодолы (1862—1945). После окончания гимназии поступил в Прешовский педагогический институт. Затем вернулся домой, где стал помогать отцу в управлении предприятием. С 1905 до 1911 был директором фабрики. Совершил ознакомительную поездку за границу, побывал в США. В 1912 году продал семейное предприятие и переехал в Вену.
Активно включился в общественную деятельность словацкого меньшинства в столице Австро-Венгрии, участвовал в организации словацкого национального движения, вступил в контакт с чешскими и румынскими политическими и общественными активистами. Во время Первой мировой войны работал в группе Милана Годжи.
Был в числе подписавших знаменитую Мартинскую декларацию, в которой говорилось о том, словацкий народ и его язык являются культурно-исторической частью единой чешской и словацкой нации. Во всех культурных баталиях, которые вёл чешский народ, и которые сделали его известным во всем мире, свою долю внёс и словацкий народ.
В 1918—1920 годы был депутатом Национального революционного собрания. В 1919 году был правительственным референтом по вопросам транспорта, почты и телеграфа, а с 1920 возглавил Торгово-промышленную палату в Братиславе.
На парламентских выборах 1920 года выиграл и занял место в парламенте. До 1925 заседал в Национальном собрании.
Между 1925 и 1939 годами был сенатором Национального Собрания Чехословацкой Республики от Словацкой национальной аграрной партии и до начала Второй мировой войны считался одним из самых влиятельных словаков в вопросах торговли, финансов и промышленности.
Был одним из ведущих представителей предпринимательских кругов Чехословакии, председателем Словацкой лесопромышленного союза, Союза ремесленно-торговых кредитных учреждений, ряда административных советов, вице-председателем Центрального объединения словацкой промышленности, в течение многих лет являлся председателем правления Tatra Bank в Братиславе и других универсальных банков. Организатор Дунайских международных ярмарок, товарной биржи в Братиславе.
Занимал должности генерального консула в Румынии и почетного консула в Дании.
Был альпинистом и лыжником. Активно пропагандировал туризм и спорт в Словакии, первым привез в Словакию лыжи (из Норвегии) и был пионером катания на лыжах. В 1900 году построил первый в Словакии ручной горнолыжный подъёмник.